# Xã Richland, Quận Montcalm, Michigan
Xã Richland (tiếng Anh: Richland Township) là một xã thuộc quận Montcalm, tiểu bang Michigan, Hoa Kỳ. Năm 2010, dân số của xã này là 2.778 người.